# Кальдере, Рамон Мария
Рамо́н Мари́я Кальдере́ (исп. Ramón María Calderé; род. 16 января 1959, Вила-Родона, Каталония) — испанский футболист, игравший на позиции полузащитника; тренер. Известен выступлениями за клуб «Барселона» и сборную Испании.

## Клубная карьера
Родился 16 января 1959 года в городе Таррагона. Воспитанник футбольной школы «Барселоны». С 1979 года начал играть за вторую команду клуба, в течение 1980—1981 провёл несколько матчей в Ла-Лиге, играя на условиях аренды за «Реал Вальядолид».
В состав главной команды «Барселоны» 25-летний в то время полузащитник был включён только перед началом сезона 1984/85. Игроком стартового состава не стал, впрочем по ходу победного для каталонцев сезона Ла-Лиги выходил на поле в 22 матчах и отметился тремя голами. Впоследствии провёл в составе «Барсы» ещё три сезона, регулярно получая игровое время.
В течение 1988—1990 годов защищал цвета клуба «Реал Бетис», завершил игровую карьеру в клубе третьего испанского дивизиона «Сант-Андреу», за который выступал на протяжении 1990—1993 годов.

## Выступления за сборные
В течение 1984—1986 годов привлекался в состав молодёжной сборной Испании. На молодёжном уровне сыграл в 3 официальных матчах, забил 1 гол.
Весной 1985 года дебютировал в официальных матчах в составе национальной сборной Испании. В течение карьеры в национальной команде, которая длилась 4 года, провёл в её форме 18 матчей, забив 7 голов.
В составе сборной был участником чемпионата мира 1986 года в Мексике, где выходил на поле в четырёх из пяти матчей испанцев. Забил два гола в победном матче группового этапа против сборной Алжира.
Входил в заявку национальной сборной на чемпионат Европы 1988 в ФРГ, где был резервным игроком и на поле не выходил.

## Карьера тренера
Завершив игровую карьеру в 1993 году, перешёл на тренерскую работу, став ассистентом главного тренера в команде «Сантбоя». Первый опыт самостоятельной тренерской работы получил 1997 года, став главным тренером команды «Премия».
В течение следующих 20 лет сменил более десятка команд, которые выступали на уровне третьего испанского дивизиона и ниже. В частности, в Сегунде Б возглавлял такие команды, как «Бадалона», «Сеута», «Теруэль», «Паленсия» и «Бургос».

## Титулы и достижения
- Чемпион Испании (1):

«Барселона» : 1984/85
- Обладатель Кубка Испании (1):

«Барселона» 1988